# Canon de 305 mm modèle 1893
Le canon de 305 mm modèle 1893 désigne un canon naval construit à la fin du XIXe siècle pour la Marine française. Il constitue l'armement principal de deux cuirassés d'escadre, les Masséna et Bouvet, qui sont les derniers de la Marine française à porter des tourelles simples de canons de 305 mm.

## Caractéristiques
D'un diamètre intérieur (ou calibre) de 305 mm, le canon de 305 mm modèle 1893 possède une vitesse à la bouche de 780 à 815 mètres par seconde selon le projectile utilisé, celui-ci gardant une vitesse de 682 à 683 mètres par seconde après avoir parcouru 2 000 mètres. Les canons montés sur le Masséna et Bouvet diffèrent par leur longueur. En effet, sur le premier, ils mesurent 12 200 mm (soit 40 calibres) et pèsent 44 050 kg, alors que sur le second ils mesurent 13 507 mm (soit 45 calibres) et pèsent 45 370 kg.
Sur le Bouvet, les tourelles de 274 mm et de 305 mm sont mues hydrauliquement, et les culasses sont à ouverture manuelle.

## Utilisation
Le canon de 305 mm modèle 1893 constitue ainsi l'armement principal des cuirassés pré-dreadnought Masséna et Bouvet : deux tourelles simples sont montées, l'une tirant vers l'avant et l'autre vers l'arrière. Les deux navires possèdent aussi chacun deux canons de 274 mm modèle 1893 montés sur les côtés du navire, les quatre « gros » canons formant ainsi un losange. Les deux navires finissent leur carrière lors de la bataille des Dardanelles : le Bouvet a l'occasion de tirer six coups de sa tourelle de proue avant que celle-ci ne soit hors service, et que le navire ne heurte une mine et coule. Le Masséna, désarmé avant la guerre, est coulé comme brise-lames au cap Helles lors de l'évacuation des troupes alliées.